# Михаил Йосифов (революционер)
Вижте пояснителната страница за други личности с името Михаил Йосифов.
Михаил (Мицко) Йосифов е български революционер, деец на Вътрешната македоно-одринска революционна организация.

## Биография
Михаил Йосифов е роден в кичевското село Латово, тогава в Османската империя. Участва в Демирхисарския заговор. Присъединява се към ВМОРО и през Илинденско-Преображенското въстание е войвода на чета. Сражава се на 21 юли при Латовската гора и на 27 август на връх Пясък. През 1904 година води чета в Кумановско и същевременно води кореспонденцията между Христо Татарчев, като представител на Задграничното представителство на ВМОРО, и сръбския генерал Йован Атанацкович за съвместни действия на българи и сърби в Македония. На 21 октомври 1904 година предава писмото от генерала на Временния комитет на Борис Сарафов. Умира след 1918 година.